# Campaña del Sinaí y Palestina
La Campaña del Sinaí y Palestina fue una serie de batallas que enfrentaron a las fuerzas del Reino Unido, Egipto, India, Australia y Nueva Zelanda contra las fuerzas del Imperio alemán y el otomano en el marco del frente del Oriente Próximo de la Primera Guerra Mundial, teniendo lugar en la península del Sinaí, Palestina y Siria entre el 28 de enero de 1915 y 28 de octubre de 1918.

## Campaña del Sinaí
El Imperio otomano, a instancias de su aliado alemán, eligió atacar a las fuerzas británicas en Egipto y cerrar el canal de Suez en la primera ofensiva del Suez. El ejército otomano, bajo el mando del ministro de Marina turco, Djemal Pasha, tenía base  en Damasco (ahora Siria) a unas 225 millas al noreste del canal de Suez. En esa época, el Sinaí era un desierto muy difícil de cruzar para un ejército (sin caminos, sin agua). El jefe del estado mayor para el ejército otomano era un alemán, el coronel Kress von Kressenstein, quien organizó el ataque y logró obtener suministros para el ejército mientras cruzaba el desierto.
La fuerza expedicionaria otomana del Suez llegó al canal el 2 de febrero de 1915. El ataque falló en lograr la sorpresa, pues los británicos eran conscientes de la aproximación del ejército otomano. En la lucha que duró dos días, los otomanos fueron vencidos, perdiendo unos 2.000 hombres. Las pérdidas británicas fueron mínimas.
Ya que el canal de Suez era vital para el esfuerzo bélico británico, este fallido ataque causó que los británicos dejaran más soldados protegiendo el canal de los que habían planeado, resultando en una fuerza más pequeña para la campaña de Galípoli.
Más de un año pasó con las tropas británicas contenidas para resguardar el canal de Suez y los turcos ocupados luchando con los rusos en el Cáucaso y los británicos en Galípoli y en Mesopotamia. Más tarde en julio, el ejército otomano intentó otra ofensiva contra el Suez. Otra vez, los turcos avanzaron con una división exagerada de tamaño. Nuevamente se toparon con una fuerza británica bien preparada, esta vez en Romaní. Nuevamente, se retiraron tras dos días de lucha (3 de agosto - 5 de agosto de 1916).
Este ataque convenció a los británicos de empujar su defensa del Canal más adelante, en el Sinaí, y así, comenzando en octubre, los británicos, bajo el mando del teniente general Sir Charles Dobell comenzaron las operaciones en el desierto del Sinaí y en la frontera de Palestina. Los esfuerzos iniciales estaban limitados a construir una vía férrea y una línea de agua cruzando el Sinaí. Tras varios meses acumulando suministros y tropas, los británicos estaban listos para un ataque. La primera batalla fue la captura de Magdhaba el 3 de diciembre de 1916. Esta fue un éxito, el fuerte fue capturado.
El 8 de enero de 1917, la división montada Anzac atacó el pueblo-fuerte de Rafa. El ataque fue exitoso y la mayoría de la guarnición turca fue capturada. Los británicos habían cumplido su objetivo de proteger el canal de Suez de los ataques turcos pero el nuevo gobierno de David Lloyd George quería más.

## Campaña de Palestina

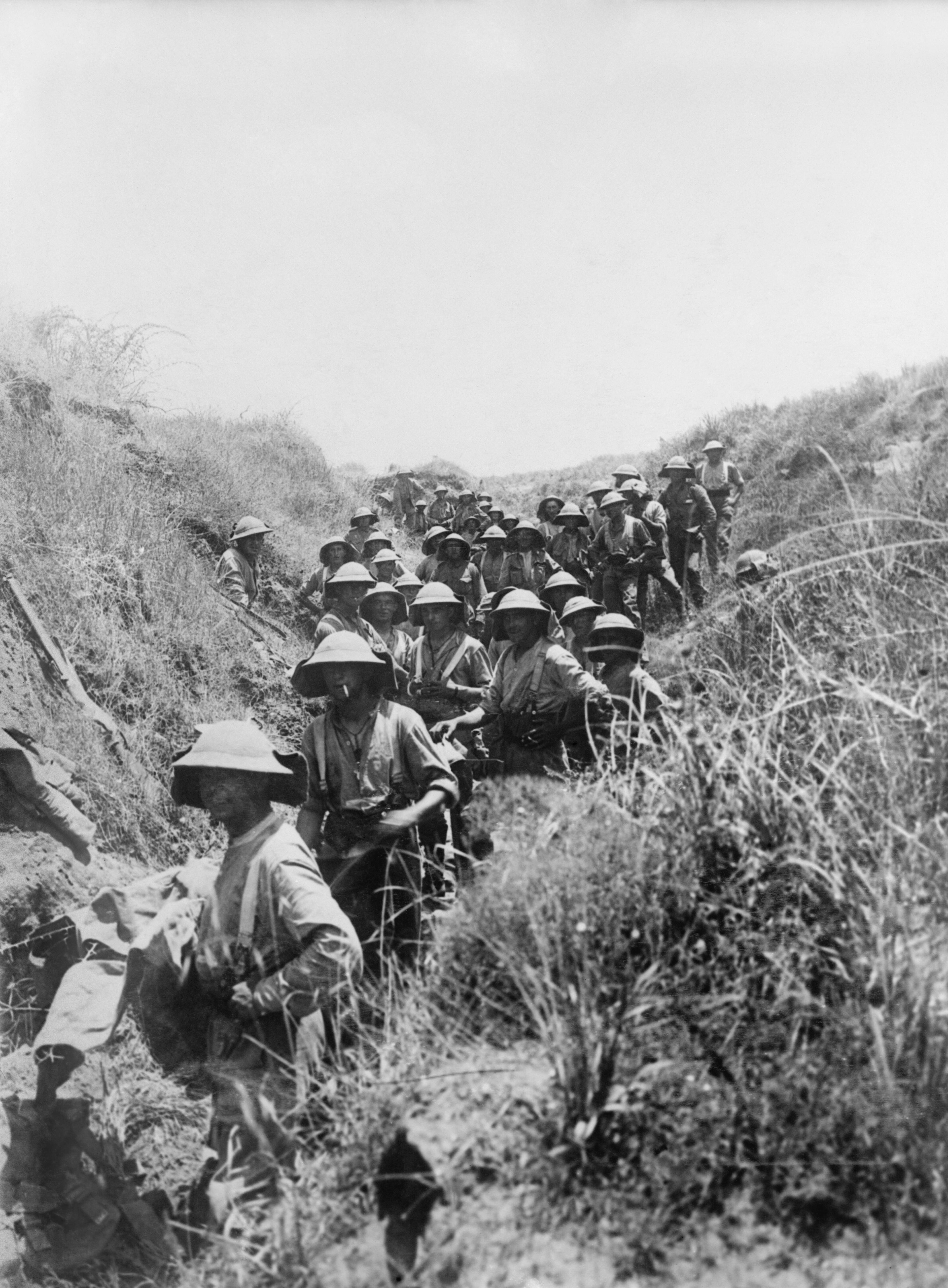
Soldados británicos en Palestina durante la batalla de Megido, junio de 1918.

Al ejército británico en Egipto se le ordenó ir a la ofensiva contra los turcos otomanos en Palestina. Esto en parte fue para apoyar la revuelta árabe que había comenzando antes en 1916, en parte intentar y cumplir algo positivo tras años de infructuosas batallas en el frente occidental. El comandante británico en Egipto, Sir Archibald Murray, sugirió que el necesitaba más tropas y barcos, pero esta petición fue rechazada.
Las fuerzas otomanas estaban sosteniendo una línea dura desde el fuerte en Gaza, en la orilla del mar Mediterráneo, hasta el pueblo de Beerseba, en donde se encontraba la terminal del ferrocarril otomano que se extendía al norte hasta Damasco. El jefe británico, Dobell, eligió atacar Gaza con cinco divisiones de infantería y tres de caballería el 26 de marzo de 1917. La plaza la defendían tres divisiones otomanas, que lograron repeler el ataque, aunque con grandes apuros. Los británicos sufrieron unas cuatro mil bajas.
Entre el 17 y el 20 de abril, se libró la segunda batalla por la ciudad. Los dos bandos reforzaron sus efectivos. Los otomanos habían enviado una nueva división a defender la plaza, aunque no contaba con toda su dotación. Los británicos también asignaron una división más a expugnar la ciudad. Los asaltos frontales a las líneas otomanas fracasaron, pese al apoyo de la artillería naval. Los británicos detuvieron los embates tras tres días en los que perdieron unas seis mil quinientas bajas. Los defensores otomanos perdieron unos dos mil hombres, pero sostuvieron la posición.
Como consecuencia de esta segunda derrota, el mando británico cambió: al frente de este frente se colocó al general Edmund Allenby, que dedicó el verano de 1917 a preparar una nueva acometida contra las líneas otomanas. Recibió la inesperada ayuda de los árabes, que se habían rebelado con éxito contra los otomanos el año anterior y que, bajo el mando del oficial británbico T. E. Lawrence y de Husayn ibn Ali habían conseguido tomar Aqaba el 6 de julio de 1917 en el sur del Sinaí, lo que alivió la presión sobre las fuerzas británicas en Palestina y aisló efectivamente a las fuerzas turcas en Medina, acontecimiento que también abrió el camino para operaciones militares árabes en Palestina en apoyo a los británicos.
Eso posibilitó a Allenby a tomar Gaza a finales de 1917 para luego tomar también Jerusalén antes del mismo año y avanzar y tomar luego Jericó en febrero de 1918.

### Batalla de Megido
El 19 de septiembre de 1918 Allenby, con la ayuda previa de los árabes, lanzó su ofensiva final para derrotar a los turcos. En la correspondiente batalla de Megido las fuerzas turcas fueron deisivamente derrotadas y ya no pudieron recuperarse. De esa manera Allenby pudo entonces ocupar Amán el 24 de septiembre, mientras que los turcos se vieron obligados a retirarse a Damasco a través de Daraa, de modo que la caballería árabe que los perseguía pudo ocupar Daraa sin luchar el 27 de septiembre, tomar Damasco el 1 de octubre y avanzar junto con tropas británicas hacia Alepo, lo que marcó el fin de los combates en Palestina. 
El Imperio Otomano tuvo entonces que aceptar el Armisticio de Mudros el 30 de octubre de 1918, lo que no sólo significó una ocupación aliada de las anteriores provincias árabes, sino también los estrechos y gran parte de Anatolia.